# Enrico Pestellini
Pour les articles homonymes, voir Pestellini.
Enrico Pestellini, né en 1838 à Florence, et mort le 30 septembre 1916, est un peintre italien de genre et portraitiste actif dans sa ville natale.

## Biographie
Enrico Pestellini est né en 1838 à Florence. On ne sait pas exactement où il s'est formé, mais il travaille aux côtés du sculpteur Odoardo Fantacchiotti. Ami des Macchiaioli, il a un atelier sur via Panicale à Florence. Il peint des portraits et des sujets intimes. Y compris des peintures intitulées La trecciaiuola. En 1880, à l'Esposiziono Donatello de Florence, il expose un portrait. En 1886, il expose à Livourne un portrait à demi-figure et d'autres œuvres, dont un rideau d'orgue (sipario) intitulé Regina angelorum, ora pro nobis. En 1887, il expose à Venise La sorella maggiore.
Il meurt le 30 septembre 1916 à Giogoli (Florence).